# Partido Alianza Democrática (Islas Salomón)
El Partido Alianza Democrática es un partido político en las Islas Salomón, liderado por Rick Houenipwela.

## Historia
El partido apoya el mantenimiento de la alianza de las Islas Salomón con Taiwan.
En las elecciones generales de 2014, el partido obtuvo siete escaños, convirtiéndose en el partido más numeroso en el Parlamento Nacional de las Islas Salomón.

## Resultados electorales
| Elección | Votos  | %          | Escaños | +/–   |
| -------- | ------ | ---------- | ------- | ----- |
| 2014     | 19,992 | 7.78 (#2)  | 7/50    | Nuevo |
| 2019     | 19,720 | 6.37 (#5)  | 3/50    | 4     |
| 2024     | 5,515  | 1.59 (#10) | 4/50    | 1     |